# Fernando Evangelista
Fernando Evangelista Iglesias (Santa Rosa, 21 ottobre 1991) è un calciatore argentino, difensore dell'Atlanta.

## Caratteristiche tecniche
È un terzino sinistro.

## Carriera
Cresciuto nelle giovanili del Boca Juniors, ha debuttato il 25 settembre 2012 in un match vinto 2-1 contro l'Unión (SF).

## Statistiche

### Presenze e reti nei club
Statistiche aggiornate al 7 luglio 2017.
| Stagione                | Squadra                 | Campionato              | Campionato | Campionato | Coppe nazionali | Coppe nazionali | Coppe nazionali | Coppe continentali | Coppe continentali | Coppe continentali | Altre coppe | Altre coppe | Altre coppe | Totale | Totale | Totale |
| Stagione                | Squadra                 | Comp                    | Pres       | Reti       | Comp            | Pres            | Reti            | Comp               | Pres               | Reti               | Comp        | Pres        | Reti        | Pres   | Reti   |        |
| ----------------------- | ----------------------- | ----------------------- | ---------- | ---------- | --------------- | --------------- | --------------- | ------------------ | ------------------ | ------------------ | ----------- | ----------- | ----------- | ------ | ------ | ------ |
| 2012-2013               | Boca Juniors            | PD                      | 2          | 0          | CA              | 0               | 0               | CL                 | 0                  | 0                  |             | -           | -           | 2      | 0      |        |
| 2013-2014               | Unión (SF)              | PBN                     | 25         | 0          | CA              | 0               | 0               |                    | -                  | -                  |             | -           | -           | 25     | 0      |        |
| 2014                    | Atl. Tucumán            | PBN                     | 12         | 0          |                 | -               | -               |                    | -                  | -                  |             | -           | -           | 12     | 0      |        |
| 2015                    | Atl. Tucumán            | PBN                     | 15         | 0          | CA              | 0               | 0               |                    | -                  | -                  |             | -           | -           | 15     | 0      |        |
| 2016                    | Atl. Tucumán            | PD                      | 8          | 0          | CA              | 0               | 0               |                    | -                  | -                  |             | -           | -           | 8      | 0      |        |
| 2016-2017               | Atl. Tucumán            | PD                      | 20         | 0          | CA              | 1               | 0               | CL                 | 10                 | 0                  |             | -           | -           | 31     | 0      |        |
| Totale Atletico Tucuman | Totale Atletico Tucuman | Totale Atletico Tucuman | 55         | 0          |                 | 1               | 0               |                    | 10                 | 0                  |             | -           | -           | 66     | 0      |        |
| Totale carriera         | Totale carriera         | Totale carriera         | 82         | 0          |                 | 1               | 0               |                    | 10                 | 0                  |             | -           | -           | 93     | 0      |        |

## Palmares

### Club

#### Competizioni Nazionali
- Primera B Nacional: 1

Atlético Tucumán: 2015